# Curimatopsis
Curimatopsis es un género de peces de la familia Curimatidae y de la orden de los Characiformes. Es endémico de Sudamérica.

## Especies
- Curimatopsis crypticus Vari, 1982
- Curimatopsis evelynae Géry, 1964
- Curimatopsis macrolepis (Steindachner, 1876)
- Curimatopsis microlepis C. H. Eigenmann & R. S. Eigenmann, 1889
- Curimatopsis myersi Vari, 1982

- Datos: Q5194753
- Especies: Curimatopsis